# جون ويلسون ماكونيل
جون ويلسون ماكونيل هو شخصية أعمال كندي، ولد في 1 يوليو 1877 في District Municipality of Muskoka ‏ في كندا، وتوفي في 6 نوفمبر 1963.